# کایوکو سوگییاما
کایوکو سوگییاما (ژاپنی: 杉山 加代子؛ زادهٔ ۳۱ اکتبر ۱۹۶۱) بازیکن والیبال اهل ژاپن است.